# Wada Kentaro
Kentaro Wada (sinh ngày 28 tháng 6 năm 1996) là một cầu thủ bóng đá người Nhật Bản.

## Sự nghiệp câu lạc bộ
Kentaro Wada đã từng chơi cho Gamba Osaka.